# Immunodiffusion
Pour les articles homonymes, voir IMD.
L'Immunodiffusion ou IMD est un test diagnostique qui implique la diffusion d'anticorps ou d'antigènes à travers une substance solide gélifiée comme l'agar-agar. Le test de Mancini nécessite la dilution d'un antigène dans le gel qui est coulé dans une boite de Petri puis on réalise une gamme étalon en déposant dans différents puits creusés dans le gel, des concentrations connues d'anticorps spécifique de l'antigène testé. Les anticorps déposés dans les puits vont migrer dans le gel et réagir avec les antigènes. Plus la concentration d'anticorps est importante plus la migration des anticorps pourra se faire à une distance importante du puits. Les complexes antigènes / anticorps devenant opaque dans le gel, on peut observer des disques de ces complexes couvrant une surface proportionnelle à la concentration en anticorps. 
Une fois la gamme étalon réalisée, on peut déterminer la concentration d'anticorps spécifique à un antigène en mesurant le diamètre de la surface du complexe de lyse en le comparant aux valeurs de la gamme étalon. 
Cette technique peut être utilisée pour évaluer l'efficacité de la défense immunitaire spécifique d'un individu face à un antigène connu.
Les deux formes d'immunodiffusion les plus connues sont la immunodiffusion double d'Ouchterlony  et l'immunodiffusion radiale de Mancini.